# Opodepe
Opodepe là một đô thị thuộc bang Sonora, México. Năm 2005, dân số của đô thị này là 2634 người.